# Alexandre Vidal Porto
Alexandre Vidal Porto (São Paulo, 19 maart 1965) is een Braziliaans auteur en diplomaat.  

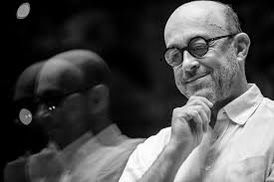
Alexandre Vidal Porto

## Biografie
Alexandre Vidal Porto werd geboren in São Paulo en behaalde diploma's aan de Universiteit van Fortaleza, de Harvard Law School en Instituto Rio Branco. Vanaf 1991 werkte hij als diplomaat en woonde in Fortaleza, Brasilia, New York, Santiago, Boston, Mexico-Stad, Washington, Tokio en Frankfurt. Momenteel woont en werkt hij in Amsterdam, waar hij de functie van Consul-Generaal bekleedt.

## Prijzen
- Paraná Literatuurprijs (2014) [15]
- Finalist Jabuti Prijs (2018) [16]
- Mix Literary Prize (2023) [17]
- Prêmio Machado de Assis (2024) [18]